# Гюрке, Максимилиан
Роберт Льюис Август Максимилиан Гюрке (нем. Robert Louis August Maximilian Gürke или нем. Robert Louis August Maximilian Guerke, или нем. Max Gürke, 17 ноября 1854 — 16 марта 1911) — немецкий ботаник.

## Биография
Роберт Льюис Август Максимилиан Гюрке родился в городе Бытом-Оджаньский 17 ноября 1854 года.
4 апреля 1906 года Гюрке был избран членом немецкого общества естествоиспытателей «Леопольдина».
Он внёс значительный вклад в ботанику, описав множество видов семенных растений.
Роберт Льюис Август Максимилиан Гюрке умер в Берлине 16 марта 1911 года.

## Научная деятельность
Роберт Льюис Август Максимилиан Гюрке специализировался на семенных растениях.

## Научные работы
- Karl Richter; M Gürke. Plantae Europeae; enumeratio systematica et synonymica plantarum phanerogamicarum in Europa sponte crescentium vel mere inquilinarum. Paris, Librairie des Sciences Naturelles, 1890—1897[7].
- Karl Richter; M Gürke. Plantae Europeae. Enumeratio systematica et synonymica plantarum phaenerogamicarum in Europa sponte crescentium vel mere inquilinarum. Leipzig, W. Engelmann, 1890—1903[8].

## Почести
Карл Мориц Шуман (1851—1904) назвал в его честь род растений Guerkea семейства Кутровые.